# Duyungan (Sukosewu)
Duyungan is een bestuurslaag in het regentschap Bojonegoro van de provincie Oost-Java, Indonesië. Duyungan telt 2809 inwoners (volkstelling 2010).